# Sala blanca

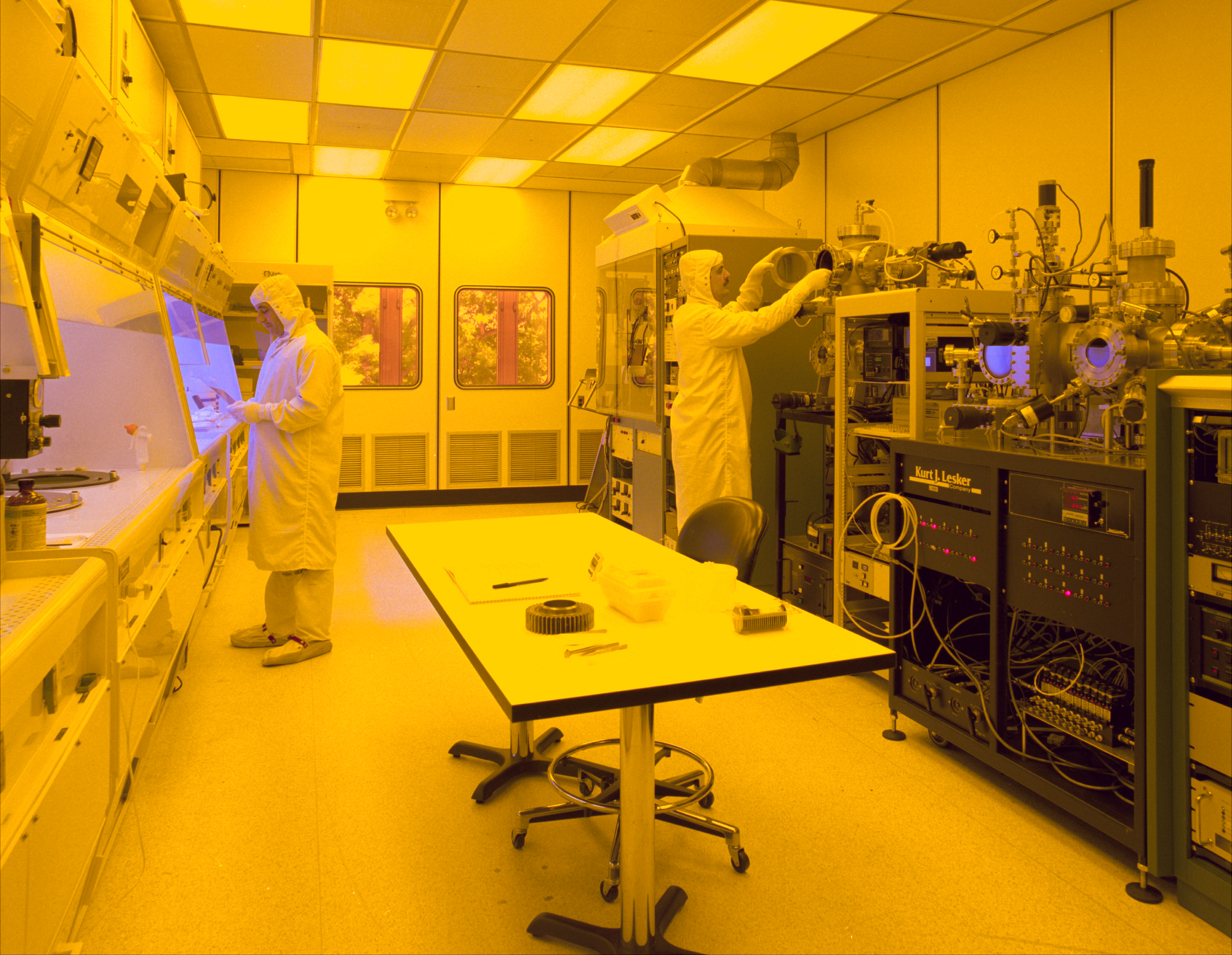
Sala blanca de la NASA.

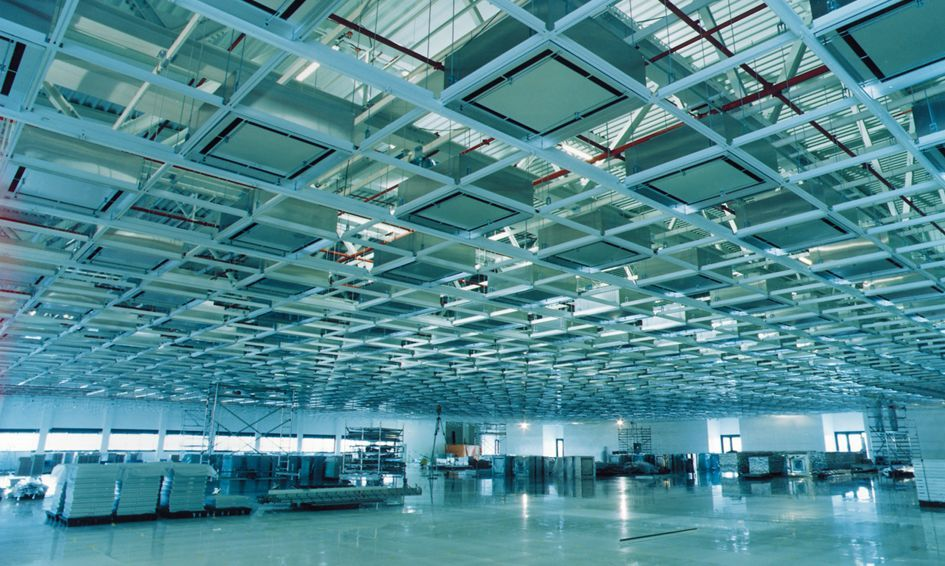
Sala blanca per a la manufacturació de Microelectrònica (en construcció).

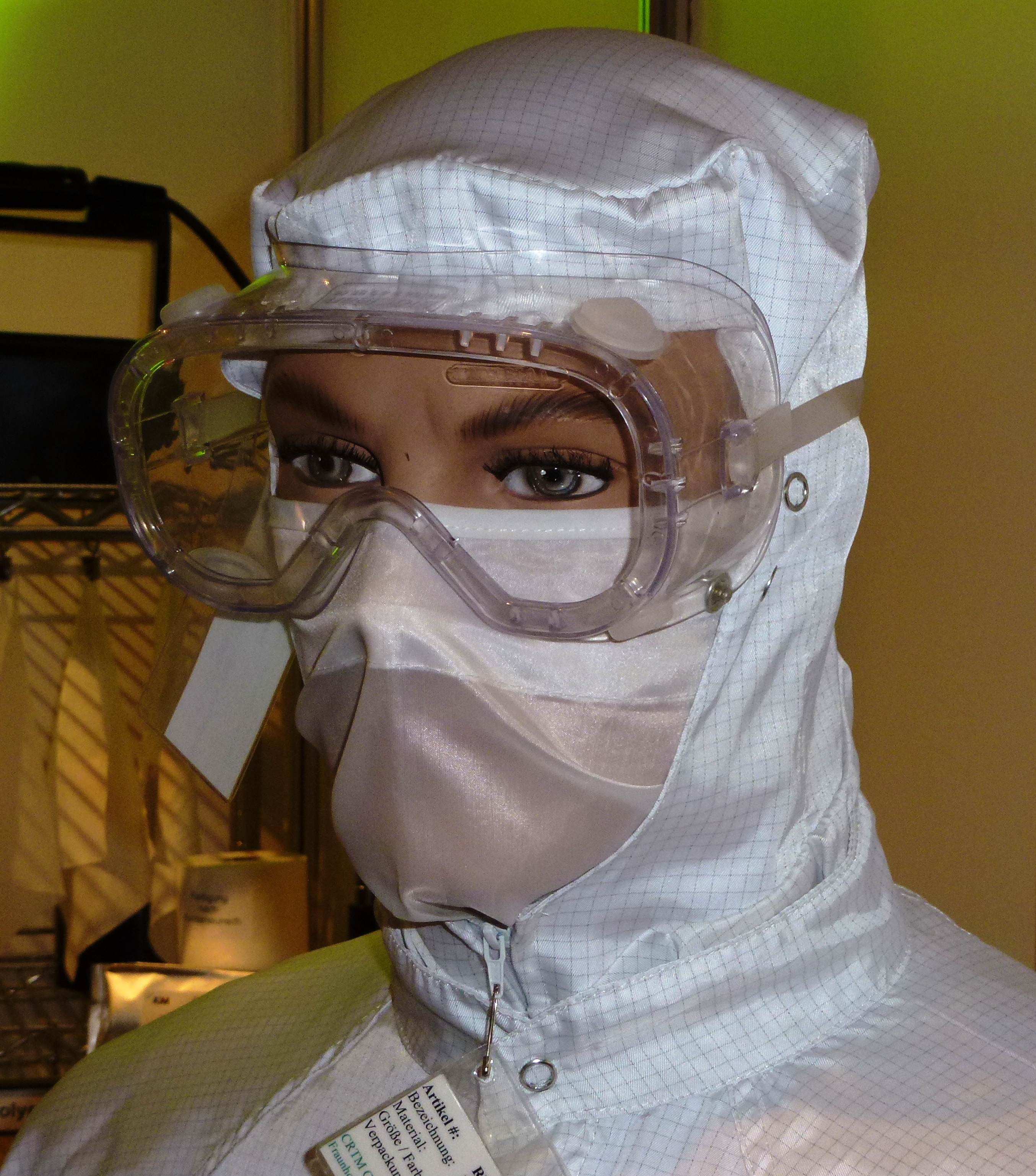
Typical cleanroom head garment

Una  sala blanca ,  sala neta  o  clean room  és una sala especialment dissenyades per a obtenir baixos nivells de contaminació. Aquestes sales ha de tenir els paràmetre ambientals estrictament controlats: partícules en aire, temperatura, humitat, flux d'aire, pressió interior de l'aire, il·luminació.
La tecnologia de les sales blanques és usada: microelectrònica, famarcéutica, hospitals, laboratoris de FIV ...
La principal indústria demandant de sales blanques als Estats Units és la indústria dels semiconductors, que representa el 55% d'aquest mercat, seguit de la indústria farmacèutica i biotecnològica (18%). Altres indústries emergents són les de la indústria aeroespacial i d'aliments.
S'estima que el mercat mundial de les "sales blanques" és de 9.000 milions de dòlars EUA i creix a un 6%. Aproximadament US $ 5 bilions corresponen a equips i infraestructura i US $ 4 bilions a subministraments.
Un dels desavantatges de les sales blanques és l'alt cost d'implementació com d'operació, la qual cosa restringeix l'ús a indústries de gran escala.
Una sala blanca és desitjable (encara que moltes vegades incosteable) per a la fabricació de material quirúrgic plàstic, però en el cas d'aliatges equiatómics i semiconductors és moltes vegades necessari, ja que del control que es tingui en aquest material depenen totes les propietats desitjades en el seu funcionament.
Els operaris que treballen dins d'una sala blanca o neta, han d'usar un vestit especial per a protegir-se i protegir els elements que es manipulen.

## Flux d'aire en Sala Blanca
|  |  |